# Mary's Igloo
 (octobre 2021).
La mise en forme du texte ne suit pas les recommandations de Wikipédia : il faut le « wikifier ».
Les points d'amélioration suivants sont les cas les plus fréquents. Le détail des points à revoir est peut-être précisé sur la page de discussion.
- Les titres sont pré-formatés par le logiciel. Ils ne sont ni en capitales, ni en gras.
- Le texte ne doit pas être écrit en capitales (les noms de famille non plus), ni en gras, ni en italique, ni en « petit »…
- Le gras n'est utilisé que pour surligner le titre de l'article dans l'introduction, une seule fois.
- L'italique est rarement utilisé : mots en langue étrangère, titres d'œuvres, noms de bateaux, etc.
- Les citations ne sont pas en italique mais en corps de texte normal. Elles sont entourées par des guillemets français : « et ».
- Les listes à puces sont à éviter, des paragraphes rédigés étant largement préférés. Les tableaux sont à réserver à la présentation de données structurées (résultats, etc.).
- Les appels de note de bas de page (petits chiffres en exposant, introduits par l'outil «  Source ») sont à placer entre la fin de phrase et le point final[comme ça].
- Les liens internes (vers d'autres articles de Wikipédia) sont à choisir avec parcimonie. Créez des liens vers des articles approfondissant le sujet. Les termes génériques sans rapport avec le sujet sont à éviter, ainsi que les répétitions de liens vers un même terme.
- Les liens externes sont à placer uniquement dans une section « Liens externes », à la fin de l'article. Ces liens sont à choisir avec parcimonie suivant les règles définies. Si un lien sert de source à l'article, son insertion dans le texte est à faire par les notes de bas de page.
- La présentation des références doit suivre les conventions bibliographiques. Il est recommandé d'utiliser les modèles {{Ouvrage}}, {{Chapitre}}, {{Article}}, {{Lien web}} et/ou {{Bibliographie}}. Le mode d'édition visuel peut mettre en forme automatiquement les références.
- Insérer une infobox (cadre d'informations à droite) n'est pas obligatoire pour parachever la mise en page.

Pour une aide détaillée, merci de consulter Aide:Wikification.
Si vous pensez que ces points ont été résolus, vous pouvez retirer ce bandeau et améliorer la mise en forme d'un autre article.
Pour les articles homonymes, voir Igloo (homonymie).

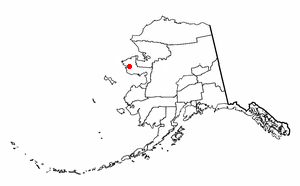
Carte montrant l'emplacement en Alaska de Teller, la communauté la plus proche de Mary's Igloo.

Mary's Igloo ( Qawiaraq en Iñupiaq ) est un village abandonné situé dans la zone de recensement de Nome de l'arrondissement non organisé de l'État américain d'Alaska, maintenant utilisé comme camp de pêche. De nombreux anciens résidents et leurs descendants vivent actuellement à proximité de Teller ou de la prochaine plus grande ville, Nome.

## Histoire
Le village Inupiat de Kauwerak était situé à environ 24 km (15 miles) en aval de Mary's Igloo. En 1900, Kauwerak est abandonné et la plupart de ses habitants déménage à Teller ou à Nome en raison des écoles et des opportunités d'emploi. Quelques-uns s'installent sur le site de Mary's Igloo, qu'ils appellent Aukvaunlook, signifiant « baleine noire ».
Durant la période de prospection aurifère du début des années 1900, les non-autochtones nommèrent le village « Mary's Igloo », en l'honneur d'une femme inupiat nommée Mary, qui accueillait des mineurs, des trappeurs et autres personnes chez elle pour prendre un café. Pendant cette période, Mary's Igloo était un point de transfert pour l'approvisionnement des champs aurifères en amont des rivières Kuzitrin et Kougarok. Les fournitures étaient déchargées des bateaux océaniques sur des barges, qui étaient remorquées vers leurs destinations. Un bureau de poste et un magasin ont été ouverts à Mary's Igloo en 1901. En 1910, Mary's Igloo était une grande communauté d'Inupiat et d'Anglo-Américains, qui étaient des mineurs, des aubergistes, des missionnaires et des équipes de soutien pour les barges. Il y avait des écoles, un bureau de poste et d'autres services.
L'épidémie de grippe de 1918 et 1919 et une épidémie de tuberculose, deux ans plus tard, déciment la population de la communauté. Des orphelinats catholiques et luthériens ouvrent dans la région pour s'occuper des enfants sans parents.
Les écoles ferment en 1948 et 1950 faute d'élèves. En 1952 le bureau de poste et le magasin ferment également. La plupart des résidents déménagent à Nome ou Teller.
Le site de Mary's Igloo n'a actuellement aucune population permanente et est utilisé comme camp de pêche saisonnier par certains résidents de Teller.

## Démographie
Mary's Igloo est apparu pour la première fois dans le recensement américain de 1910 sous le nom de "Igloo", un village non constitué en société. Il n'apparut officiellement sous le nom de Mary's Igloo qu'en 1950 et n'est revenue au recensement qu'en 1980, bien que la population soit nulle. Il est classé comme une zone statistique de village autochtone d'Alaska (ANVSA). Il n'a signalé aucun habitant depuis.

## Géographie
Mary's Igloo est situé à 65°09′N 165°04′W / 65.150°N 165.067°W , sur la rive nord-ouest de la rivière Kuzitrin, sur la péninsule de Seward.  Il est au nord-est de Nome et 65 km (40 mi) au sud-est de Teller.